# Kristian Bjørnsen
Kristian Bjørnsen (født 10. januar 1989 i Stavanger) er en norsk håndboldspiller som spiller for Aalborg Håndbold i den danske håndboldliga. Han har tidligere spillet for Fyllingen og IFK Kristianstad i Norge og iHSG Wetzlar i Tyskland.
Han er bror til håndboldspillerne Line Bjørnsen og Erik Bjørnsen.